# René Pahud de Mortanges

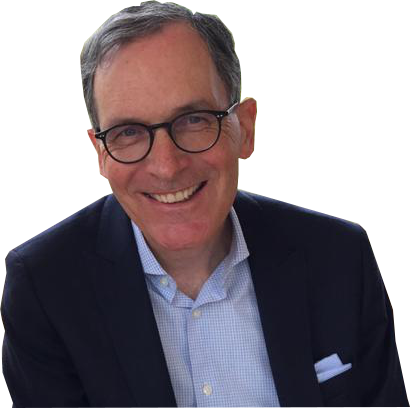
René Pahud de Mortanges (2020)

René Pahud de Mortanges (* 1960 in Amsterdam) ist ein niederländisch-schweizerischer Professor für Rechtsgeschichte und Kirchenrecht an der Universität Freiburg im Uechtland (Schweiz). Er ist Direktor des Instituts für Religionsrecht und Autor des Standardwerks Schweizerische Rechtsgeschichte.

## Leben
René Pahud de Mortanges studierte von 1980 bis 1984 Jura an der Universität Freiburg im Uechtland (Schweiz) und promovierte 1987 zum Dr. iur. utr. Als Stipendiat des Schweizerischen Nationalfonds bestritt er Forschungsaufenthalte an der Universität Tübingen, am Max-Planck-Institut zur Erforschung von Kriminalität, Sicherheit und Recht in Freiburg im Breisgau sowie am Institute for Medieval Canon Law der University of California, Berkeley. Von 1992 bis 1994 arbeitete René Pahud de Mortanges als Professor associé für Strafrecht an der Universität Freiburg im Uechtland (Schweiz), seit 1994 als ordentlicher Professor für Rechtsgeschichte und Kirchenrecht. 1996 wurde René Pahud de Mortanges Direktor des Instituts für Religionsrecht an der
Universität Freiburg. Er war 2016 und 2022 Faculty member des Center for Transnational Legal studies am King’s College in London und ist Mitglied der Koninklijke Nederlandse Akademie van Wetenschappen und der Koninklijke Hollandsche Maatschappij der Wetenschappen.

## Forschung
In Forschung und Lehre beschäftigt sich René Pahud de Mortanges mit der Verfassungsgeschichte der Alten Eidgenossenschaft, der Vergleichenden Verfassungsgeschichte, dem Verhältnis von Staat und Religionsgemeinschaften und dem Recht der verschiedenen Religionen. Ein besonderer Schwerpunkt seiner Arbeit ist die Aktualisierung des schweizerischen Religionsverfassungsrechts angesichts der zunehmenden Säkularisierung und religiösen Pluralisierung.

## Werke (Auswahl)
René Pahud de Mortanges ist Herausgeber der Reihe Freiburger Veröffentlichungen zum Religionsrecht, Mitherausgeber der Reihe Schweizerisches Jahrbuch für Kirchenrecht. Annuaire Suisse de droit ecclésial, Mitherausgeber der Reihe Europäische Rechts- und Regionalgeschichte sowie Mitglied des Redaktionskomitees der Zeitschrift Studia z Prawa Wyznanio wega, herausgegeben an der Katholischen Universität Lublin.

### Monographien
- Swiss Legal History. Peter Lang, Berlin/Bern/Bruxelles/New York/Oxford/Wien 2020, ISBN 978-3-631-79209-4 (englisch).
- zusammen mit Raimund Süess: Muslime und schweizerisches Recht. Ein Ratgeber für Experten und Laien (= Freiburger Veröffentlichungen zum Religionsrecht. Band 37). Zürich/Basel/Genf 2019, ISBN 978-3-7255-8056-9.
- zusammen mit Raimund Süess: Annotated Legal Documents on Islam in Europe: Switzerland. Brill, Leiden/Boston 2017, ISBN 978-90-04-33555-4 (englisch).
- zusammen mit Raimund Süess, Christian R. Tappenbeck: Die Kirchensteuern juristischer Personen in der Schweiz. Eine Dokumentation (= Freiburger Veröffentlichungen zum Religionsrecht. Band 28). Zürich/Basel/Genf 2013, ISBN 978-3-7255-6745-4.
- zusammen mit Petra Bleisch Bouzar, David Bollag, Christian R. Tappenbeck: Religionsrecht. Eine Einführung in das jüdische, christliche und islamische Recht (= Freiburger Veröffentlichungen zum Religionsrecht. Band 23). 2. Auflage. Schulthess, Zürich/St. Gallen 2018, ISBN 978-3-7255-7849-8 (Erstausgabe:  Zürich/Basel/Genf  2010).
- Schweizerische Rechtsgeschichte. 3. Auflage. Dike, Zürich 2024, ISBN 978-3-03891-544-7 (Erstausgabe:  Zürich  2007).